# Nawabzada Nasrullah Khan
Nawabzada Nasrullah Khan, né le 13 novembre 1916 et mort le 27 septembre 2003 était une personnalité politique de haut rang au Pakistan. Il était le seul Pakistanais à avoir été le leader de la Ligue Awami du Bangladesh.

## Jeunesse et carrière
Il est né à Khangarh, au Pendjab, dans le district de Muzaffargarh, au sud du Pendjab.
Il a commencé sa carrière politique en 1933, peu après la création du Majlis-e-Ahrar-e-Islam (en) par Syed Ata Ullah Shah Bukharii Il a également été élu Secrétaire général de All India Majlis-e-Ahrar-e-Islam en 1945. Il a rejoint la All-India Muslim League en 1947 après la partition et l'indépendance du Pakistan. Il a remporté un siège à l'Assemblée provinciale du Pendjab aux élections générales de 1952 et à l'Assemblée nationale du Pakistan aux élections générales de 1962. En 1964, il soutient Fatima Jinnah dans l'élection contre le président Ayub Khan. En 1966, il a été président du parti de la Ligue Awami. Il a aidé à former le Comité d'action démocratique de l'alliance de l'opposition pour renverser le dictateur militaire Ayub Khan du pouvoir. En 1993, il a été réélu à l'Assemblée nationale du Pakistan. Il a également été nommé président du Comité du Cachemire,. Juste avant sa mort, il était président de l'Alliance pour le rétablissement de la démocratie (ARD), qui œuvrait pour le rétablissement de la démocratie au Pakistan contre le général Pervez Musharraf,.

## Mort et héritage
Nawabzada Nasrullah Khan est décédé le 27 septembre 2003 après avoir été admis dans un hôpital d'Islamabad, à la suite d'une crise cardiaque. Il avait 86 ans. Il est enterré à Khangarh, dans le district de Muzaffargarh, au Pendjab, au Pakistan. Ses survivants comprennent cinq fils et quatre filles.
Un grand journal pakistanais de langue anglaise commente à son sujet : « Connu pour son Hukka, son achkan sombre et sa casquette distinctive, Nawabzada Nasrullah Khan a passé toute sa vie à combattre les dictateurs, tant militaires que civils, et à lutter pour renforcer la démocratie parlementaire, ne se demandant pas comment il allait entrer dans l'histoire pour prendre tous les gouvernements pour cible ».
Dans sa nécrologie pour Nawabzada Nasrullah Khan, Dawn du Pakistan l'appelait un « démocrate croisé ».
Un autre grand journal de langue anglaise, The Nation, a publié sa nécrologie dans son éditorial intitulé « Death of a veteran ».